# Norbert Lücke (Fußballspieler)
Norbert Lücke (* 22. Oktober 1950) ist ein ehemaliger deutscher Fußballspieler und Vereinsvorsitzender.

## Karriere
Norbert Lücke kam vom Mülheimer Landesligisten 1. FC Styrum und verstärkte Rot-Weiß Oberhausen in der ersten Saison in der höchsten deutschen Spielklasse. Er spielte in den Saisons 1969/70 und 1970/71 in der Fußball-Bundesliga und kam dabei als Stürmer insgesamt auf elf Einsätze ohne Tor. Nach einem Engagement in der damals zweitklassigen Regionalliga West beim SC Viktoria Köln schloss sich Lücke 1972 dem westfälischen Amateurligisten DSC Wanne-Eickel an, für den er bis 1987 spielte, nur unterbrochen in der Saison 1974/75, in der Lücke in der Verbandsliga Mittelrhein für Bayer 04 Leverkusen spielte.
Unter Trainer Günter Luttrop führte Norbert Lücke die Wanne-Eickeler Mannschaft um die jungen Ralf Regenbogen und Roland Kosien in der Saison 1977/78 souverän zur Meisterschaft in der Verbandsliga Westfalen. In der folgenden Aufstiegsrunde setzte sich der DSC gegen den VfL Wolfsburg und 1. SC Göttingen 05 durch und schaffte den Sprung in die 2. Bundesliga Nord. Mit der Auswahl des Westfälischen Fußballbundes gewann er 1978 den Länderpokal. In den Spielzeiten 1978/79 und 1979/80 kam Lücke für Wanne-Eickel, auch teilweise als Mittelfeldspieler, auf 64 Einsätze mit 32 geschossenen Toren in der 2. Bundesliga Nord, wobei er bei seinen 64 Einsätzen nicht ein einziges Mal eingewechselt wurde, sondern immer in der Startelf stand. Die Vereinigung der beiden 2. Ligen machten einige Spieler des DSC Wanne-Eickel nicht mit, auch Norbert Lücke, da dies Vollprofitum bedeutet hätte und sie ihren sonstigen Beruf nicht aufgeben wollten, so dass die Mannschaft abstieg. Lücke war Kapitän des DSC und blieb dem Verein auch nach dem Abstieg in die Oberliga Westfalen treu bis 1987.
Norbert Lücke war über mehrere Jahre der 1. Vorsitzende des DSC Wanne-Eickel.